# بگور
بگور (به اسپانیایی: Begur, Spain) یک شهرستان در اسپانیا است که در کاتالان واقع شده‌است.

## خصوصیات
بگور ۲۰٫۷ کیلومترمربع مساحت و ۳٬۹۸۶ نفر جمعیت دارد.